# 紅古区
紅古区（こうこ-く）は中華人民共和国甘粛省蘭州市に位置する市轄区。同市の最西部に位置する郊外地区である。恐竜マメンチサウルスの骨格はここから出土した。区政府は海石湾鎮にある。回族、満族、東郷族、チベット族、土族、壮族、モンゴル族、朝鮮族など18の少数民族が住む。

## 行政区画
4街道、4鎮を管轄し、その下部に18社区居委会、38村委会を構成する：
- 街道弁事処
  - 窯街街道
    - 4社区：和平、団結、浜河、新村
    - 3村：紅山、大砂、上街

  - 下窯街道
    - 4社区：躍進、新躍、二坪台、沙窩

  - 鉱区街道
    - 4村：下窯、山根、下街、灘子

  - 華竜街道
    - 2社区：華竜、復興
    - 1村：下海石

- 鎮
  - 海石湾鎮
    - 3社区：火車站、大通路、西苑
    - 2村：海石、虎頭崖

  - 花荘鎮
    - 2社区：花荘、白土路
    - 9村：王家荘、洞子、北山、柳家、青土坡、河嘴、花荘、蘇家寺、湟興

  - 平安鎮
    - 2社区：平安台、張家寺
    - 10村：平安、若連、上灘、中和、張家寺、夾灘、復興、仁和、崗子、河湾、新安

  - 紅古鎮
    - 1社区：紅古
    - 8村：旋子、王家口、米家台、薛家、水車湾、紅古、新建、新荘

## 経済
紅古区の経済は農業が主であり、野菜、青果、牧畜、食品加工を産業の支柱とする。甘粛省高效農業示範園区、蘭州市無公害蔬菜生産基地、蘭州市副食品基地、奶源基地及び果品基地である。平安と水車湾、二つの農業副産品卸し売り市場がある。

## 交通

### 鉄道
- 中国鉄路総公司
  - 蘭青線
    - 海石湾駅

### 道路
- 高速道路
  - 京蔵高速道路
- 国道
  - G109国道